# سیارک ۱۴۶۹۳
سیارک ۱۴۶۹۳ (به انگلیسی: 14693 Selwyn، نامگذاری:2000AH144) چهارده هزار و ششصد و نود و سومین سیارک کشف شده‌است که در ۵ ژانویه ۲۰۰۰ کشف شد.
قدر مطلق سیارک برابر ۱۸.۶ است.